# Орашко Брдо
Орашко Брдо је насељено мјесто у Босни и Херцеговини, у општини Босански Петровац, које административно припада Федерацији Босне и Херцеговине. Према попису становништва из 2013, ово насеље је без становника.

## Географија
Село Орашко Брдо је смјештено на висоравни изнад бихаћког села Орашац, између шуме зване Крш и брда које се зове Лупина. Село граничи са петровачким селима Пркоси (на југу) и Врточе (на југоистоку), те са бихаћким селима Орашац (на западу), Ћукови (на сјеверозападу), Липа (на сјеверу) и Теочак (на истоку). Крајњи сјеверни дио Орашког Брда пресјеца магистрални пут Петровац – Бихаћ.
Граница са Пркосима иде преко пространог поља које се дијели на Брђанско поље (на Орашком Брду) и Пркошко поље (на Пркосима). Ово поље је са запада омеђено шумом Крш, која се протеже кроз Орашко Брдо и Пркосе, а са истока брдом Лупина, које се такође протеже кроз оба ова села. Границу ка Врточу чини брдо Лупина. Међа ка Орашцу и Ћуковима иде врховима изнад Крша. Идући од југа ка сјеверу, то су: Кота 752, Јерковића вршељак (777 m), Градина (817 m), Талића врх, Градина (798 m), те кота 790, која је тромеђа Орашког Брда, Ћукова и Липе. Границу према Липи чини Ћуковско поље, док се граница ка Теочаку пење од магистралног пута, преко Брусовца, до Лупине.
На западу села протеже се шума и кршевити крај који се зове Крш или Крај, а којег надвисују поменути врхови. Један дио шуме назива се Збијег. На истоку села налази се брдо Лупина, са врховима Тукови (943 m) и Каменица (1128 m). Од сјевера ка југу, Лупину пресјецају драге и косе, од којих су веће Миљевића драга, Ћулибркова коса, Борића коса и Маурина драга. Од поља и ливада значајнији су Брђанско поље, Ћуковско поље и Попрекуша. У југозападном дијелу села налази се бунар Цигановац. Село нема цркву. Има три већа гробља.
Орашко брдо има пет заселака. У Кршу (Крају) налази се заселак Поткрајчани. Заселак се још назива и Под Кршом, Под Крајом или Поткрај. Заселак Под Кршом граничи са истоименим пркошким засеоком. У овом засеоку су до избјеглиштва 1995. године живјели Чубриле, Дрљаче, Вујиновићи и Јерковићи. Према Липи и Теочаку налази се заселак Чиче, који се зове и Брусовац. На топографским картама означава се и као Велики Брусовац, будући да постоји заселак Брусовац и у Теочаку, који се на картама означава као Мали Брусовац. У Чичама су живјели Чиче и Зорићи. У засеоку Мандића драга живјели су Мандићи. Заселак Крстине, носи и назив Поткрстине. Овдје су били Петровићи, Дрљаче и Зорићи. Подлупина (Под Лупином) протеже се ка Пркосима и граничи са истоименим пркошким засеоком. Њу су насељавали Миљевићи, Каракаши, Ћулибрци, Пилиповићи, Егеље, Лабуси, Босанчићи и Ожеговићи (који су били крајња кућа према Пркосима). Подлупина је била највећи брђански заселак.
Орашко Брдо представља крајње село на сјеверозападу петровачке општине, а на подручју овога села налази се крајња западна тачка општине. Границе села поклапају се са границама Катастарске општине Орашко Брдо. Скупа са Врточем и Пркосима чини Мјесну заједницу Врточе.

## Историја
На Орашком Брду, у дијелу који се назива Крш, налази се тврђава из илирског периода Градина у Кршу. Ово је једна од највећих тврђава у петровачком крају. Градина је дугачка 580 метара, а широка је 284 метра. На појединим мјестима има петоструке концентричне камене бедеме, чији се крајеви завршавају на југозападној страни, на ивици стрме стијене. Сјеверозападни бедем висок је 4 метра, а југоисточни 6 метара. Унутар бедема нађени су остаци посуђа, направљеног од иловаче.

## Становништво
Становници Орашког Брда зову се Брђани.
| Националност       | 1991. | 1981. | 1971. |
| Срби               | 64    | 139   | 173   |
| Југословени        | 1     |       |       |
| остали и непознато |       | 1     |       |
| Укупно             | 65    | 140   | 173   |

| Демографија | Демографија | Демографија |
| Година      | Становника  | Становника  |
| ----------- | ----------- | ----------- |
| 1885.       | 396         |             |
| 1895.       | 542         |             |
| 1910.       | 518         |             |
| 1921.       | 562         |             |
| 1953.       | 278         |             |
| 1961.       | 244         |             |
| 1971.       | 173         |             |
| 1981.       | 140         |             |
| 1991.       | 65          |             |

### Презимена
| - Бокић — Православци, славе Ђурђевдан - Босанчић — Православци, славе Светог Јована Златоустог - Вигњевић — Православци, славе Светог Василија - Војводић — Православци, славе Никољдан - Војновић — Православци, славе Ђурђевдан - Вујиновић — Православци, славе Аранђеловдан - Драгосавац — Православци, славе Јовањдан - Дрљача — Православци, славе Тривундан - Егеља — Православци, славе Лучиндан - Зорић — Православци, славе Ђурђевдан - Јерковић — Православци, славе Петровдан - Каракаш — Православци, славе Ђурђевдан - Лабус — Православци, славе Никољдан | - Мандић — Православци, славе Никољдан - Марјановић — Православци, славе Јовањдан - Миљевић — Православци, славе Светог Стевана - Ожеговић — Православци, славе Светог Стевана - Павловић — Православци, славе Аранђеловдан - Петровић — Православци, славе Ђурђевдан - Пилиповић — Православци, славе Светог Алимпијан - Радишић — Православци, славе Никољдан - Ромић — Православци, славе Никољдан (око 1850. дио њих одселио у Теочак) - Ћулибрк — Православци, славе Јовањдан - Чича — Православци, славе Ђурђевдан - Чубрило — Православци, славе Лучиндан |

## Знамените личности
- Миладин Зорић Гарача, учесник Народноослободилачке борбе и народни херој Југославије.
- Никола Војводић Војвода, учесник Народноослободилачке борбе и народни херој Југославије.